# Чаговец, Евгений Вячеславович
Евгений Вячеславович Чаговец (укр. Євгеній В'ячеславович Чаговець; род. 24 марта 1998, Андреевка, Харьковская область) — украинский футболист, защитник.

## Клубная карьера
Является воспитанником харьковского «Олимпика». В 2015 году перешёл в донецкий «Шахтёр», где выступал за юношеские и молодёжные команды. В составе «горняков» принимал участие в Юношеской лиге УЕФА, сыграв в двух последних матчах группового этапа со сверстниками из «Наполи» и «Манчестер Сити».
В 2019 году подписал контракт с белорусским «Минском». В его составе дебютировал в чемпионате Белоруссии 11 августа в минском дерби с «Динамо». Чаговец вышел в стартовом составе и провёл на поле все 90 минут. 1 сентября в домашней встрече с БАТЭ забил свой первый мяч в профессиональной карьере. На 4-й минуте матча он поразил ворота гостей, чем помог своей команде одержать победу со счётом 3:2.
В мае 2020 года сдал положительный тест на коронавирус, став первым заразившимся футболистом Высшей лиги Белоруссии. В результате этого на неопределённый срок был перенесён матч 9-го тура чемпионата с «Неманом», а 12 мая вся команда была вынуждена отправиться на двухнедельный карантин.
В феврале 2022 года перешёл в брестский «Рух».

## Статистика выступлений

### Клубная статистика
| Выступление      | Выступление      | Выступление      | Лига | Лига | Кубки | Кубки | Конт. кубки | Конт. кубки | Итого | Итого |
| Клуб             | Лига             | Сезон            | Игры | Голы | Игры  | Голы  | Игры        | Голы        | Игры  | Голы  |
| ---------------- | ---------------- | ---------------- | ---- | ---- | ----- | ----- | ----------- | ----------- | ----- | ----- |
| Минск            | Высшая лига      | 2019             | 12   | 2    | 2     | 0     | 0           | 0           | 14    | 2     |
| Минск            | Высшая лига      | 2020             | 7    | 1    | 0     | 0     | 0           | 0           | 7     | 1     |
| Минск            | Итого            | Итого            | 19   | 3    | 2     | 0     | 0           | 0           | 21    | 3     |
| Всего за карьеру | Всего за карьеру | Всего за карьеру | 19   | 3    | 2     | 0     | 0           | 0           | 21    | 3     |